# Vaccin diffusant Salvioli
 (août 2023).
La mise en forme du texte ne suit pas les recommandations de Wikipédia : il faut le « wikifier ».
Les points d'amélioration suivants sont les cas les plus fréquents. Le détail des points à revoir est peut-être précisé sur la page de discussion.
- Les titres sont pré-formatés par le logiciel. Ils ne sont ni en capitales, ni en gras.
- Le texte ne doit pas être écrit en capitales (les noms de famille non plus), ni en gras, ni en italique, ni en « petit »…
- Le gras n'est utilisé que pour surligner le titre de l'article dans l'introduction, une seule fois.
- L'italique est rarement utilisé : mots en langue étrangère, titres d'œuvres, noms de bateaux, etc.
- Les citations ne sont pas en italique mais en corps de texte normal. Elles sont entourées par des guillemets français : « et ».
- Les listes à puces sont à éviter, des paragraphes rédigés étant largement préférés. Les tableaux sont à réserver à la présentation de données structurées (résultats, etc.).
- Les appels de note de bas de page (petits chiffres en exposant, introduits par l'outil «  Source ») sont à placer entre la fin de phrase et le point final[comme ça].
- Les liens internes (vers d'autres articles de Wikipédia) sont à choisir avec parcimonie. Créez des liens vers des articles approfondissant le sujet. Les termes génériques sans rapport avec le sujet sont à éviter, ainsi que les répétitions de liens vers un même terme.
- Les liens externes sont à placer uniquement dans une section « Liens externes », à la fin de l'article. Ces liens sont à choisir avec parcimonie suivant les règles définies. Si un lien sert de source à l'article, son insertion dans le texte est à faire par les notes de bas de page.
- La présentation des références doit suivre les conventions bibliographiques. Il est recommandé d'utiliser les modèles {{Ouvrage}}, {{Chapitre}}, {{Article}}, {{Lien web}} et/ou {{Bibliographie}}. Le mode d'édition visuel peut mettre en forme automatiquement les références.
- Insérer une infobox (cadre d'informations à droite) n'est pas obligatoire pour parachever la mise en page.

Pour une aide détaillée, merci de consulter Aide:Wikification.
Si vous pensez que ces points ont été résolus, vous pouvez retirer ce bandeau et améliorer la mise en forme d'un autre article.
Le vaccin diffusant Salvioli (acronyme VDS) a été, de 1948 à 1976, un vaccin italien contre la tuberculose. Il a été préparé par le professeur Gaetano Salvioli (Modène 1894- Bologne  1982) de l' Université de Bologne. Le VDS a été pendant quelques décennies le concurrent italien du vaccin français contre la tuberculose BCG (bacille de Calmette et Guérin).

## Historique
Le VDS, définitivement normalisé entre 1948 et 1953 par le professeur Gaetano Salvioli, est né d'abord des études et des produits vaccinaux du professeur Edoardo Maragliano (1849-1940) et du professeur Giovanni Petragnani (1893-1969), physiologiste et recteur de l'université de Sienne. Si Maragliano pouvait se vanter, en 1903, au Congrès mondial de médecine de Madrid, d'avoir été le premier à développer un sérum antituberculeux aux bacilles tués, Petragnani développa ses expériences antérieures et, de 1927 à 1935, définit le vaccin antituberculeux italien sous le nom de AIP (Anatubercolina Integrale Petragnani). Lorsque Petragnani interrompit ses études et ses candidatures (parce qu'il fut nommé en 1935, par Benito Mussolini, Directeur général de la Santé publique), le professeur Gaetano Salvioli continua ses études et ses candidatures. De 1935 à 1948, Salvioli a procédé à la formulation d'un vaccin appelé dans cette période VPS (Vaccin Petragnani Salvioli).

## Composition
Le VDS consistait en des Mycobacterium tuberculosis (ou bacille de Koch), tués par la chaleur et ajoutés à la fermentation hyaluronidase.
Une dose pour les nouveau-nés consistait en

« Une seule injection intradermique, effectuée à environ la moitié de la face palmaire de l'avant-bras, permet d'introduire dans le nouveau-né une dose N de vaccin antituberculeux lyophilisé composé de bacilles de Koch (bK) humains et de bovins tués rapidement par chaleur. Cette dose était de 0,68 mg de bK humain plus 0,07 mg de bK bovin, à laquelle [étaient] ajoutées 6 unités V de Jalovis hyaluronidase dans 0,2 cm3 de solvant […] »

Les bacilles de Koch étaient cultivés pendant 30-45 jours sur le "terrain Petragnani". Les patines bactériennes, ou voiles des bactéries cultivées, étaient désintégrées et devaient être pulvérisées, d'abord avec une spatule, puis avec des agitateurs mécaniques afin d'obtenir une dispersion plus fine des bacilles. La mise à mort des suspensions bactériennes était effectuée par l'exposition de quelques minutes à la chaleur sous pression à une température de 110 °C, mais en évitant l'ébullition.

## Le terrain Petragnani
La composition et la disposition du terrain de Petragnani étaient les suivantes. 
L'un d'eux a pris 150 centimètres cubes de lait auxquels on a ajouté 1 gramme de peptone, 6 grammes de fécule de pomme de terre et une pomme de terre pelée lavée et en morceaux. On l'amenait à ébullition et on secouait le tout jusqu'à ce que le sol ait pris une consistance de type collante. Elle a été laissée, toujours au bain-marie pendant encore 30 minutes. Il a été refroidi à environ 40 degrés et ajouté 4 œufs (nourriture) œufs et un jaune entier. Nous avons filtré à travers une gaze stérile dans un cylindre gradué et nous avons ajouté au filtrat 3% de glycérine et 4% d'une solution aqueuse à 2% de malachite.
Il a ensuite été distribué dans de gros tubes et coagulé à 80-85° pendant 30 minutes à l'aide d'un dispositif conçu par Petragnani lui-même, qui prévoyait un thermorégulateur et de gros tubes inclinés spéciaux afin que le sol se solidifie comme un bec de flûte.

## Domaines d'application
Dans la deuxième période de l'après-guerre, la propagation de la tuberculose en Italie était encore très élevée, mais la vaccination antituberculeuse n'était pas obligatoire. 
La bibliographie de l'époque indique que, de 1948 à 1970, la VDS a été appliquée très largement dans différentes régions d'Italie. En 1970, il a été déclaré qu'environ 100 000 vaccinations avaient été effectuées avec des résultats positifs.
Il a été largement appliqué dans la municipalité et la province de Bologne, en particulier à la clinique pédiatrique de l' Université de Bologne, dirigée par le professeur Gaetano Salvioli lui-même. 
Au fil des années, plusieurs centres italiens (cliniques pédiatriques, consortiums provinciaux antituberculeux, siège de l'ONMI - Opera Nazionale Maternità Infanzia) ont appliqué le "vaccin à l'italienne" (surnom utilisé pour le distinguer du "vaccin à la française" : le BCG). 
Le VDS a également été appliqué à l'étranger : au Japon, en Tchécoslovaquie, en Pologne, au Kolwezi (aujourd'hui en République démocratique du Congo).
Dans la région de Bologne (municipalité et province), jusqu'à 80 % des nouveau-nés ont été vaccinés. Dans la province de Venise, le CPA -Consortium Antitubercolare Provincial a vacciné entre 1953 et 1958 environ 16 000 personnes, surtout des écoliers du primaire.

## L'expérience involontaire de Dolo (Venise)
Entre 1938 et les premiers mois de 1943, le professeur Sandro Taronna (Foggia 1901-Venise 1972), directeur du CPA - Consortium Antitubercolare de la province de Venise, avait vacciné 354 enfants de brefotrophie (Pio Ospedale della Pietà). À cause du bombardement de la ville, 132 enfants furent transférés dans le bâtiment du sanatorium de Dolo, et 54 vaccinés avec le vaccin italien VPS (Petragnani;- Salvioli). Malgré les précautions, la tuberculose entra également dans le sanatorium, causant plusieurs victimes. Cette situation involontaire fut étudiée après la guerre pendant une dizaine d'années comme un cas exceptionnel. Sur les 78 personnes non vaccinées, 48 survécurent, 12 décédèrent de la tuberculose, et 18 moururent d'autres causes.

## Les deux producteurs du VDS
Le vaccin antituberculeux italien VDS a été initialement produit par l'entreprise Alfa Farmaceutici de Bologne du docteur Marino Golinelli.
Compte tenu des excellents résultats et de la diffusion du VDS, entre 1956 et 1958, l'ISM (Istituto Sieroterapico Milanese Serafino Belfanti) de Milan, alors dirigé par Giovanni Battista Migliori acquis les droits de production d'Alfa. L'ISM de Milan était la plus grande entreprise publique de sérums et de vaccins en Italie. ISM était, de 1894 à 1994, une institution à but non lucratif entièrement détenue par la municipalité de Milan, avec une usine à Milan. 
Au cours de la période de deux ans 1956-1958, l'ISM a produit six fournitures. Au cours de l'été 1958, il abandonna la production du vaccin du fait d'un "6e approvisionnement" de 3 000 pièces ne correspondant pas au protocole fourni par le professeur Gaetano Salvioli. Ce lot provoqua une vaccination anormale aboutissant en peste au moment de l'inoculation. 2797 écoliers de la province de Venise et des nourrissons de Ferrare et Trieste furent touchés.  
De 1959, jusqu'à la décision du Ministère de la Santé (Italie) d'adopter officiellement le BCG en Italie (art.1 du décret ministériel du 25 juin 1976), la production de VDS revenait aux entreprises du docteur Marino Golinelli.